# Kuroshio

Karte der Meeresströmungen im Nordpazifik, Schwerpunkt Kuroshio

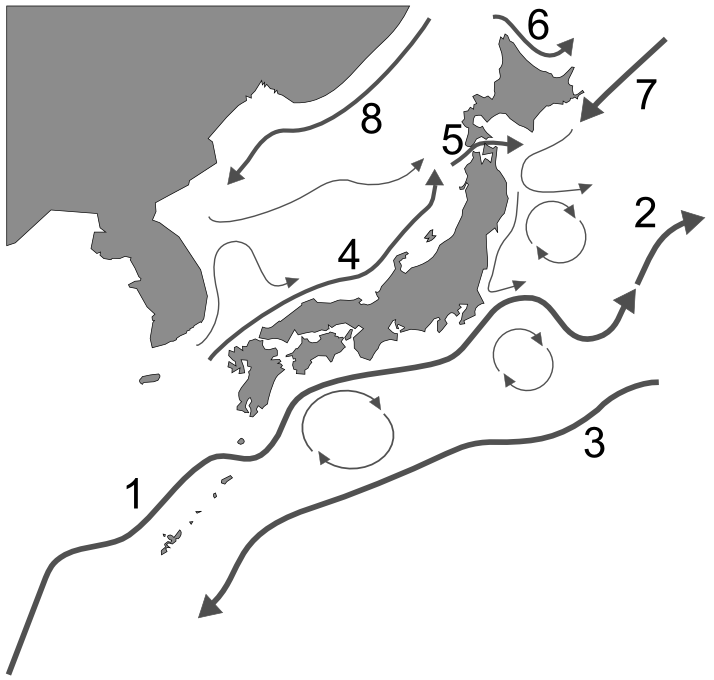
Meeresströmungen, die die japanischen Inseln umgeben: 1. Kuroshio 2. Kuroshio-Zokuryu 3. Kuroshio-Hanryu 4. Tsushima-Danryu 5. Tsugaru-Danryu 6. Sohya-Danryu 7. Oyashio 8. Liman-Kanryu

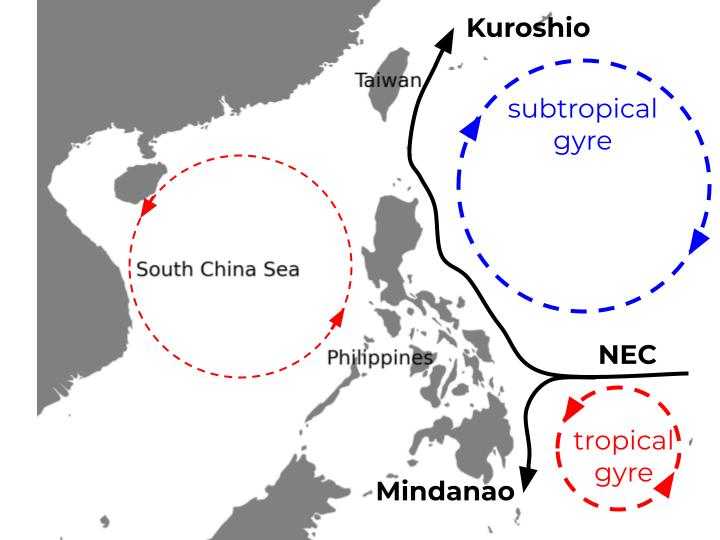
Aufspaltung des Nordäquatorialstroms (NEC) in den Kuroshio- und Mindanaostrom.

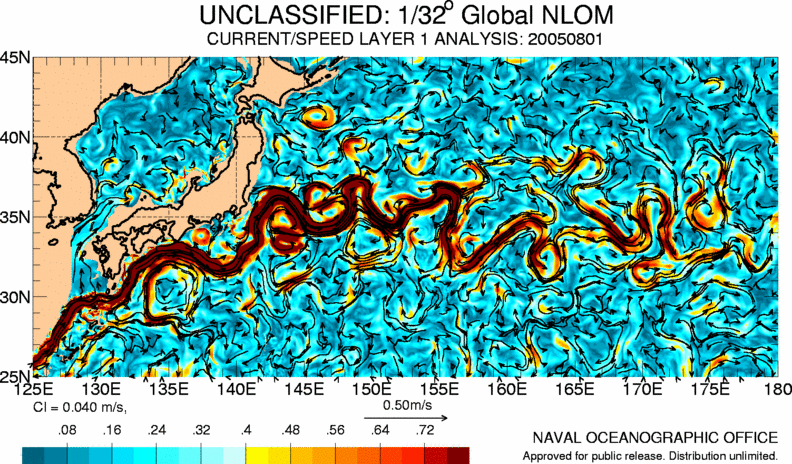
Strömungsgeschwindigkeit des Kuroshio

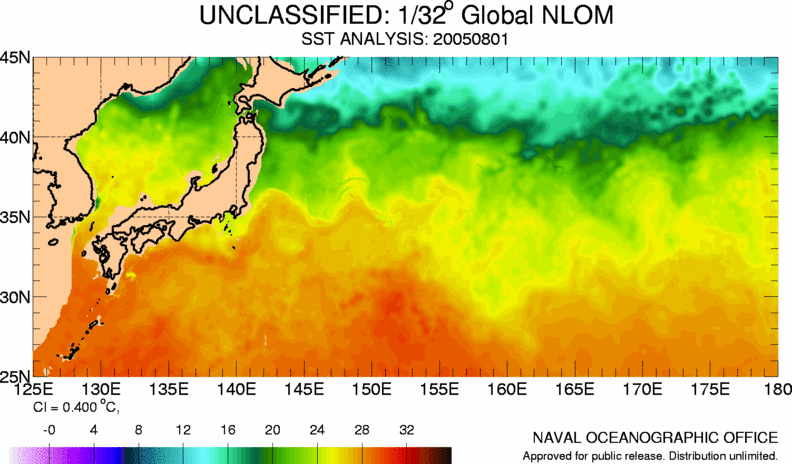
Auswirkung auf die Wassertemperatur

Der Kuroshio (jap. 黒潮, dt. Schwarze Strömung; auch Japanstrom genannt) ist eine warme, schnelle Oberflächenströmung im westlichen Pazifik; er zählt zu den wichtigsten westlichen Randströmungen der globalen Ozeanzirkulation. Er stellt die nordwärts gerichtete Verlängerung des pazifischen Nordäquatorialstroms dar, die sich zwischen der philippinischen Insel Luzon und der Ostküste Japans ausbildet.
Der Kuroshio entsteht durch die großräumige Windzirkulation über dem Nordpazifik: Der Nordostpassat und die Westwindzone treiben das Oberflächenwasser in der subtropischen Konvergenzzone zusammen, was zu einer geostrophischen Zirkulation führt. Die daraus resultierende Wasserverlagerung nach Westen trifft auf die asiatische Kontinentalschelfregion, wo sie nach Norden abgelenkt wird – dies formt den Kuroshio.
Der Kuroshio transportiert durchschnittlich etwa 25 Sverdrup (Sv), also 25 Millionen Kubikmeter Wasser pro Sekunde, mit saisonalen Schwankungen zwischen 19 Sv im Spätsommer und rund 30 Sv im Frühjahr. Die Wassertemperaturen im Kernbereich liegen meist bei etwa 20 °C, teils darüber, und der Salzgehalt beträgt im Mittel ca. 3,45 %, was typisch für warmes subtropisches Oberflächenwasser ist.
Hydrologisch ist der Kuroshio durch die westliche Ablenkung des subtropischen Nordpazifikwirbels bedingt. Er folgt der Ostküste Taiwans, passiert die Ryūkyū-Inseln und fließt dann entlang der Südostküste Japans. Vor Kyūshū teilen sich einige Ausläufer in Richtung Japanisches Meer, wobei sie die Straße von Korea nordöstlich durchqueren. Diese Verzweigung bildet den sogenannten Tsushima-Strom, der im Vergleich zum Hauptstrom ein deutlich geringeres Transportvolumen von rund 2 Sv aufweist.
Der Hauptteil des Kuroshio strömt östlich an Japan vorbei und trifft in der Gegend um 35°N auf den kalten, südwärts strömenden Oyashio. An dieser ozeanischen Front bildet sich die sogenannte Kuroshio Extension, die gemeinsam mit dem Oyashio den Nordpazifikstrom (North Pacific Current, auch nordpazifische Westwinddrift) speist. Dieses mächtige, ostwärts gerichtete Stromsystem transportiert große Mengen Wärme und Energie in Richtung offener Pazifik.
Ein erheblicher Teil dieser Energie geht westlich der Hawaiianischen Inseln verloren, wo sich der Strom in eine großräumige zyklonale Zirkulation auflöst – den Subtropenwirbel. Diese Strömungsstruktur stellt zugleich die Gegenströmung zum Kuroshio dar. Sie schließt den Zirkulationskreislauf, indem sie sich südlich wieder mit dem Nordäquatorialstrom vereinigt. Ausläufer des Nordpazifikstroms teilen sich in den nordwärts gerichteten Alaskastrom und den südwärts fließenden Kalifornienstrom, die für das Klima der amerikanischen Westküste von großer Bedeutung sind.
Der Kuroshio unterliegt saisonalen Schwankungen, die auf veränderte Windfelder, Monsune und ozeanisch-atmosphärische Kopplung zurückzuführen sind. Besonders im Frühjahr (März–Mai) ist die Strömung stark ausgeprägt (~30 Sv), schwächt sich dann im Spätsommer und Herbst ab (~19 Sv) und nimmt im Winter erneut zu. Diese Schwankungen wirken sich direkt auf die Wärmeverteilung, den Wasserstand entlang der Küste und die Fischerei in der Region aus.
Klimatisch wirkt der Kuroshio ähnlich wie das Golfstromsystem im Atlantik: Er hat einen signifikanten Erwärmungseffekt auf das Küstenklima Japans, insbesondere im Winter. Seine Wärmestrahlung reicht von der Südspitze der japanischen Inseln bis zur Bucht von Tokio und trägt zur Milderung der Wintertemperaturen bei. Darüber hinaus wirkt er sich auf die Zugbahnen von Taifunen und die Entstehung von Monsunmustern aus.

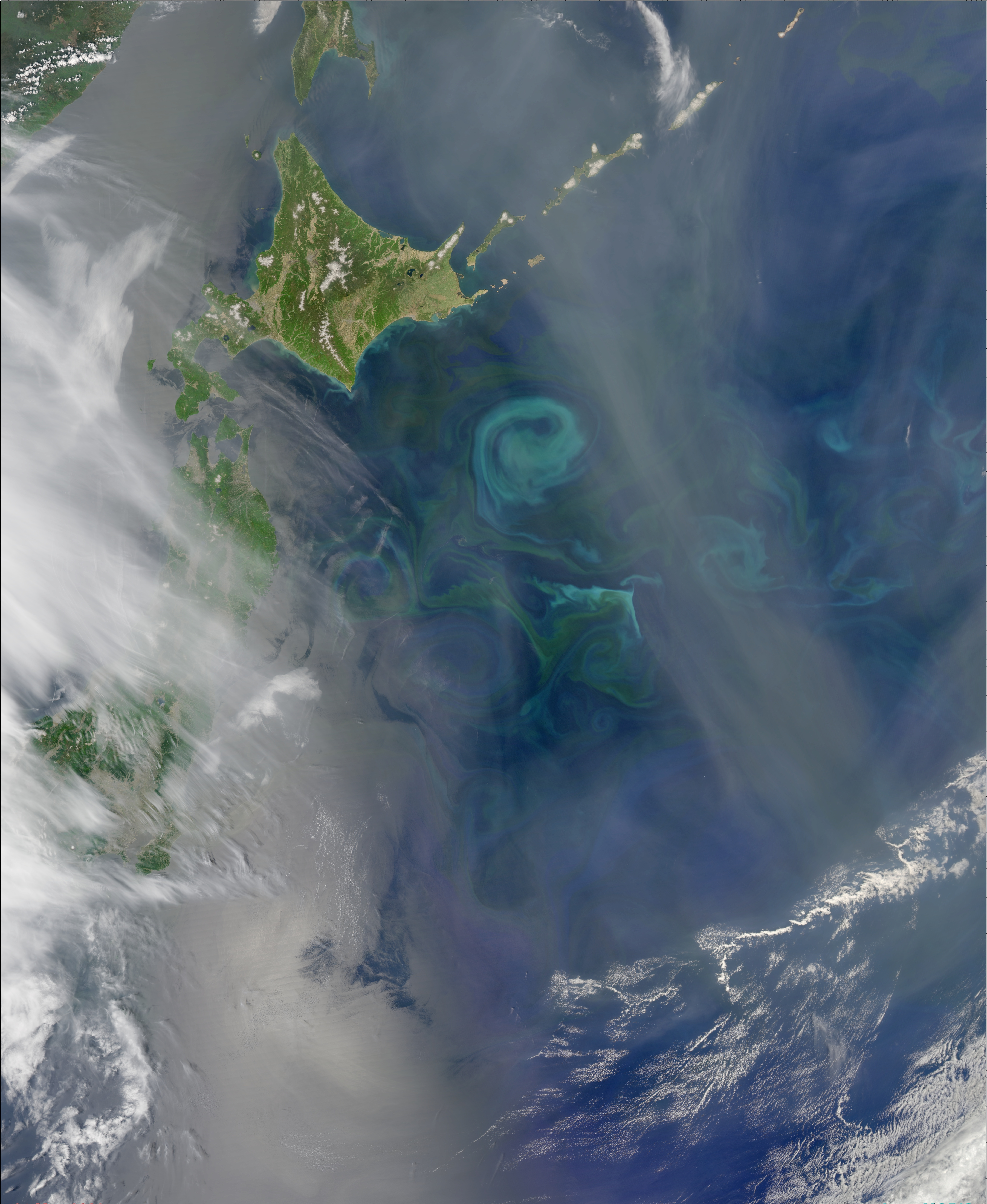
Auswirkungen des Zusammentreffens der Strömungen Oyashio und Kuroshio auf das Phytoplanktonwachstum.

Ökologisch ist der Kuroshio im Gegensatz zum nährstoffreichen Oyashio oligotroph, also nährstoffarm. Dennoch unterstützt er durch vertikale Durchmischung, Wirbelbildung und Interaktionen mit dem Oyashio produktive Frontsysteme, die wichtige Laich- und Wachstumsgebiete für Thunfisch, Bonito und andere pelagische Fischarten bilden.
Der Kuroshio ist auch aus historischer Perspektive bemerkenswert. Bereits um 1650 wurde er von Bernhardus Varenius auf einer Weltkarte dokumentiert. In den Aufzeichnungen des Kapitäns James King – eines Mitglieds der dritten Weltumsegelung von James Cook (1776–1780) – wird die Strömung ebenfalls erwähnt. Der Name „Kuroshio“ leitet sich von der dunklen Färbung des Wassers ab, die sich durch seine Tiefe und große Klarheit vom umgebenden Ozean deutlich abhebt – es erscheint nahezu schwarz.